# Kriegerdenkmal Prosigk

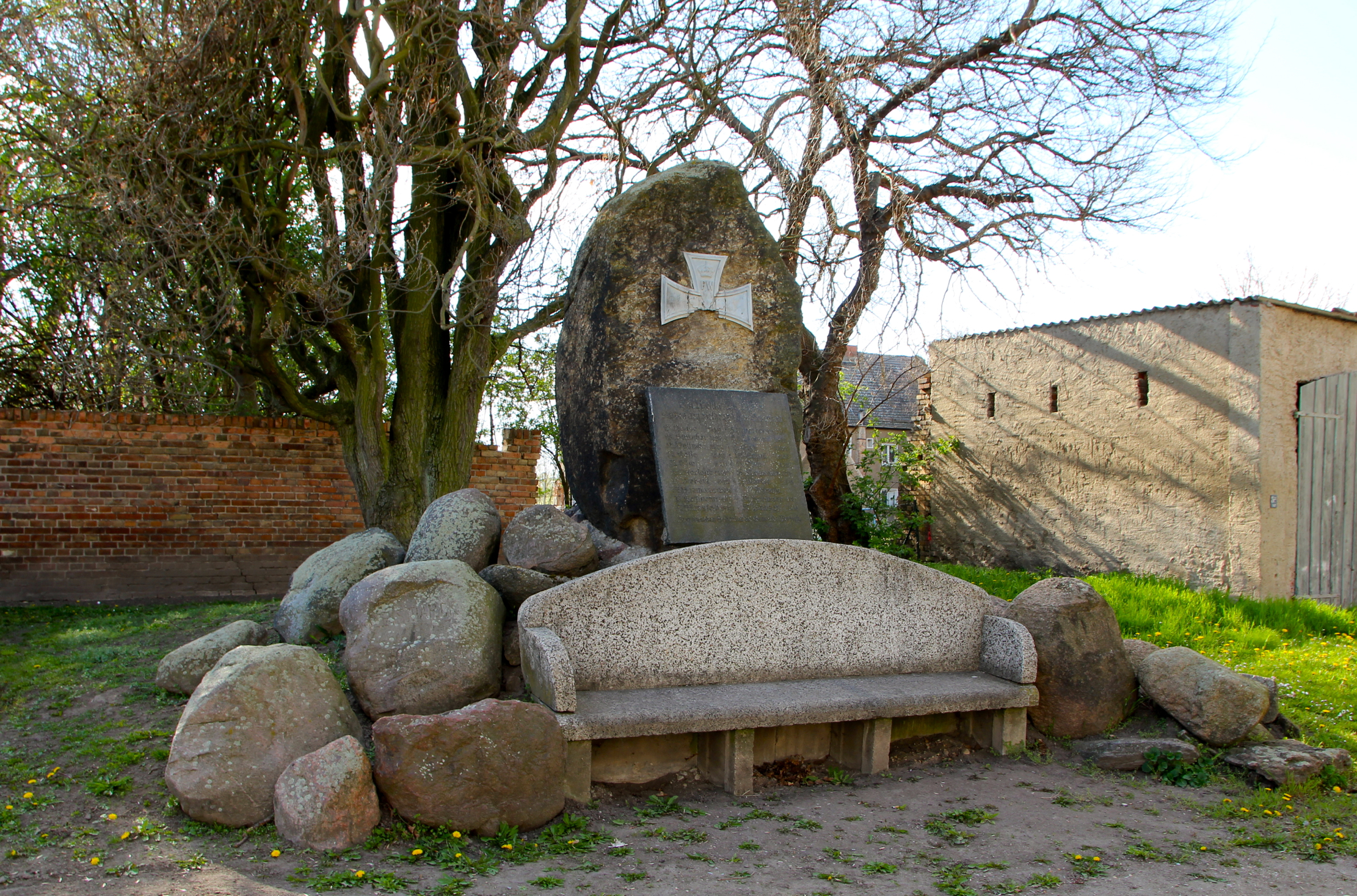
Das Kriegerdenkmal in Prosigk

Das Kriegerdenkmal Prosigk ist ein denkmalgeschütztes Kriegerdenkmal im Ortsteil Prosigk der Stadt Südliches Anhalt in Sachsen-Anhalt. Im örtlichen Denkmalverzeichnis ist es mit der Erfassungsnummer 094 97233 als Baudenkmal verzeichnet.

## Allgemeines
Das Kriegerdenkmal in Prosigk steht auf einer Freifläche an der Schulstraße. Es ist ein Findling auf einem Sockel aus Lesesteinen, verziert mit einem Eisernen Kreuz, welches nicht mehr vollständig erhalten ist. Davor befindet sich eine steinerne Bank. Zwischen der Bank und dem Findling ist die Gedenktafel für die Gefallenen des Ersten Weltkriegs. Die Tafel enthält eine Inschrift und die Namen der gefallenen Soldaten des Ortes. Die Schrift auf der Gedenktafel ist kaum noch lesbar.